# 門齊肯

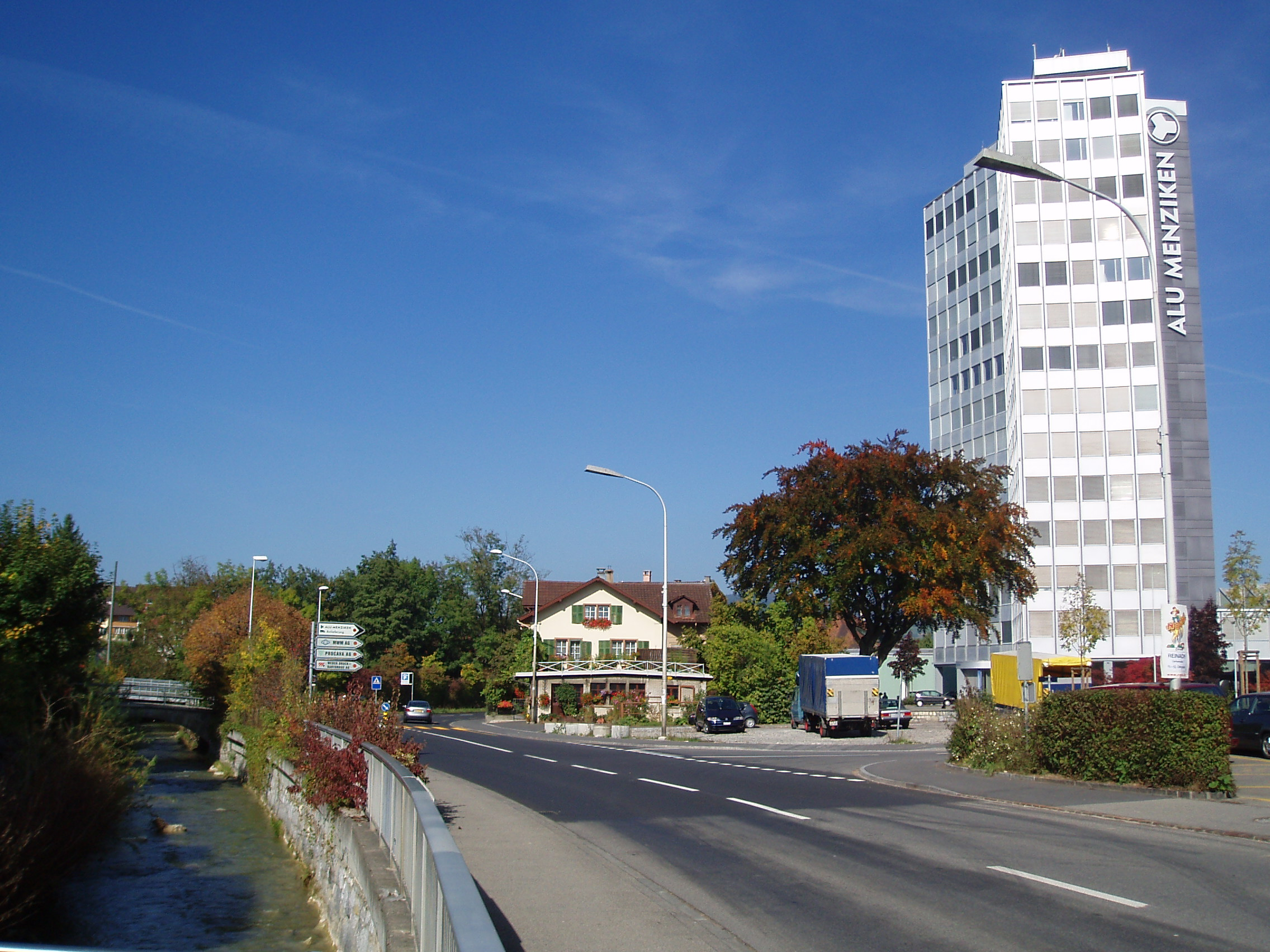

門齊肯是瑞士的城鎮，位於該國北部，由阿爾高州負責管轄，面積6.39平方公里，海拔高度544米，2012年人口5,577，四成人口信奉基督教，人口密度每平方公里873人。

## 外部連結
- Webcams in Menziken （页面存档备份，存于）